# 暗号名はBF
『暗号名はBF』（コードネームはベイビーフェイス）は、田中保左奈による日本の漫画作品。『週刊少年サンデー』（小学館）にて、2003年30号に読切が掲載された後、同誌にて2004年7号より2004年37号まで連載された。のち読切作品である番外編『暗号名はBF MISSION:BEGIN』(コードネームはベイビーフェイス ミッションビギン)と『MISSION:FEMALE 暗号名はJJ』（ミッションフィメール コードネームはジェイジェイ）が『週刊少年サンデー超』の2004年11月25日増刊号から2005年1月25日増刊号まで、連続掲載されている。全4巻、全29+3話。

## あらすじ
世界有数のスパイ産出国クリプト王国の末裔七海団は、中学生ながらスパイ組織ギャンビットのエージェントとして活躍する。
団は薬品ソーマを注射することで大人へと変身し、超人的な身体能力と視線だけで女性を篭絡できる能力「誘う眼（ザ・ルック）」を得て、ミッションを遂行する。

## 登場人物

### GAMBIT 極東支部
七海団（ななみ だん）
本編主人公。暗号名：BF（ベイビーフェイス）、特技は「誘う目（ザ・ルック）」と呼ばれる流し眼で、見つめられれば大抵の女性が落ちる代物だが、大人に変身した状態でなければ効果がない。
普段は運動も勉強もできない女心もわからない平均以下の中学生だが、ソーマを打つことで生粋のプレイボーイとなる。母親がクリプト王国の末裔であるためにこの能力を持つが、家族にはスパイとしての活動は秘密にしている。
BFとしては甘いセリフを吐き時にペッティングすら用いて女性を篭絡していくが、これは能力とスパイとしての訓練の賜物であって、自身はその行動が何を意味しているのかを全く理解していない。中学生としての彼自身は非常に（中学生はおろか小学生でも引くレベルの）ウブな少年であり、学校では好きになった女性に告白すらできないヘタレぶりを余すところなく披露している。その恋愛感情は同級生および先生陣に筒抜けだったりするが、本人はその事に気付いていない。
同じクラスの本庄あすかに片思いしている一方で、大人の女性に対しては（任務で女性の卑怯な部分を見せられたり、マジョラムの悪ノリの被害者になっていたり、するために）苦手意識を持っている。
なつめ・プティ・クリプテン
暗号名：MM（ネモニック／記憶屋）、特技は「写す目（シャタード）」。一度見た物を完全に記憶し、図面に起こすことも可能な能力。
団の幼馴染。ソーマによる大人への変身ができない。団に想いを寄せているが、それゆえにBFを嫌う（BFの主要ミッションがハニートラップであるため）。BFに対してはヤキモチ一直線の行動をとるため、団には「嫌われている」と誤解されている（なつめ自身はその誤解に気付いていない）。
『暗号名はJJ』の主人公で、同作の描写によれば母親がクリプト王国の末裔である旨が伺われる。『暗号名はJJ』で一度はソーマ投与による大人化を起こすものの、それ以降は「陰性（反応なし）」となってしまう。
八角・ボガード・クリプテン（やすみ・ボガード・クリプテン）
暗号名：GD（ガーディアン）、特技は「見切る目（グレアー）」。極めて高い動体視力と反射神経を発揮し、身体論理学の知識で相手の動きを見切る格闘の達人。ただし、子供時の体型は「ふっくら」していて動きが鈍く、彼も大人に変身していない状態では役立たず。
出世欲が強い割に、潔癖で生真面目なところもあって処世術に長けているという訳ではない。いつも自分のことばかりを優先して考えており、無神経な言動が目立つ。
マジョラム
サポートメンバー「黒い看護婦」の一員。団の部下兼お目付け役。ソーマの注射係で、注射することが大好き。本名は丸条（下の名前は不明）で表向きは雑誌（女性週刊誌）編集者とされている（団たちの訓練用の仮の身の上である可能性がある）。団に対してはからかいと悪ふざけが過ぎる事もあるが、よく姉代わり母代わりとしての優しい眼差しを向け、さらにはハグすらも日常茶飯事に行って好意をあらわに（ただし恋愛感情まであるかどうかは、あえてぼかされており、基本的には「親しみ」を表すサインの範疇）している。
オリバーの昔話によると彼女のコードネームもギャンビットでは由緒正しいもの。
オリバー
暗号名：ベイリーブス。ギャンビット極東支部局長。団の大叔父で、第二次大戦中戦後に活躍した団の祖父にあたる人物「先代BF（レン・クリプテン）」の弟。

### GAMBIT 本部（クリプト王国）
クリプト王
クリプト王国の王にしてギャンビットの総トップ。世界の平和と安寧を守るため、世界中を飛び回っている。その行動は多忙を極めており、同じ場所に48時間以上とどまった事は無い。なお、王国の情報操作によりクリプト王国の事は時折平和的なイベントでニュースになる。その都度、王の姿を見ることが出来るのだが、実はニュースや国民の前に出て来る王は影武者である。しかし、実はその存在には更なる裏がある。
パフィ・パフューム
暗号名：アムネジア。クリプト王国王室官房長を務める女性でギャンビットの中心人物。普段は非常に気さくで大らかな性格。一方で「この世界は結果が全て」と言い切る実効的な冷徹さも持ち合わす。他者の瞳の色の変化で虚言を見抜く「裁く目（アイリス）」の持ち主。
実はクリプト王国正統王位継承者、パプリカ7世の世を忍ぶ仮の姿であり、現実に表立って人々の前に現れるクリプト王は全て彼女の存在を守り隠すための影武者である。すなわちクリプト王家は影武者である「見かけの王家」と実際にギャンビットのトップとして君臨し執政を行う「真の王家」の二重構造の王家であり、この異常とも思える用心深さがクリプト王家の血筋とギャンビットの組織を守る要の一つとなっている。

### 七海家
七海・アン・クリプテン・ローズマリーIV世（ななみ・アン・クリプテン・ローズマリー4せい）
団の母親。クリプト王家の末裔。家族溺愛のぶっとびママ。家族を愛するあまり暴走することが多々ある。団としてはこの母親に自分のスパイとしての活動や初恋がバレることを何よりも恐れている。
七海蘭（ななみ らん）
団の妹。王家の力の発現は無いらしく、普通の小学生として過ごしている。多少おしゃまだがしっかり者。兄と大叔父に秘密があることを勘付いており、不審に思っている。

### 団の中学校
西島 星佳（にしじま せいか）
団の担任教師。非常に厳しいが、時に粋な計らいもしてみせる、情のある教師。
本庄あすか（ほんじょう あすか）
団の同級生にして想い人。周囲が見てもモロバレな団の片思いに全く気付かない、超天然体質の少女。園芸が趣味で校庭の一角で家庭菜園を行っている。
新解 誠（しんかい まこと）
団の同級生。陰謀論マニアで「世界の真実を知ること」を自らの使命と言う、言うなれば変人。常に目がアッチの世界に飛んでイッており、とにかく「陰謀です」と決め付けるのが大好き。団を一方的に慕っている。
とかく好奇心旺盛で、それゆえに余計な事に首を突っ込んで騒動を大きくするトラブルメーカー。スパイにあこがれているが、知識がとにかく中途半端なため、団からしてみれば危なっかしいことこの上なく、仕方なく付き合っているうちに友人扱いされてしまう。
将来の夢は「ヨーロッパのどこかにあるスパイ産出国に亡命して、世界の真実を解き明かすこと」と言い、団を焦りとともに驚愕させた。

## 組織・国家
クリプト王国 (CRYPTOS)
団たちの所属するスパイ組織「ギャンビット」の母体国家。裏の業界では有数にして伝統的なスパイ産出国として知られており、数多くの「目」を媒介とした力を持つ特殊能力者を抱えている。なお、彼ら特殊能力者は全員、程度の些少はあるがこの王国における王家の血筋を持つ者たちである。なお、特殊能力はなつめの「写す目」のように子供の内から使えるものから、団の「誘う目」やボガードの「見切る目」のように大人にならなければ使えない（使いこなせない）ものまで多岐にわたる。
表向きは国民の第一次産業就労率が7割を越える牧歌的国家。主要産業（裏の仕事は除外する）は農業と観光。地理的にはドイツとチェコの境界上にある小国で世界地図では虫眼鏡を使用しないと見ることが出来ないとまで言われる面積の小ささを誇る。
小国であるが故に国力の貧弱を補うため、王家の人間が自ら世界中を飛び回り各国の「情報」をかき集め、それをやり取りすることで大国と渡り合ったという歴史的背景があり、それがそのまま現在の「スパイ産出国」としての母体となっている。
ギャンビット (GAMBIT)
クリプト王家・王国を頂点とするスパイ組織。団たちはここの極東支部の要員であり「特務養成課（エンブリオ / EMBRYO）」に所属する幹部スパイ候補生。
「We Never Sleep」をモットーとし、現世界のパワーバランスを維持する事を目的としている。
特務養成課（エンブリオ / EMBRYO）
GAMBITの中でも次世代養成を目的とした部所で、所属員の実務実績から本科と予科に所属が分かれる。王家の血を引く能力者は最初はここでスパイとしての養成を受けることになる。基本的に団は予科（つまり一番下っぱ）の所属とされている。予科の子どもたちは基本的に安全な「犯罪捜査」や「テロ活動の防止」などの低いクラスのミッションで実戦経験を積むが、本科の子どもたちは「テロリストや軍隊を相手にする実践戦闘」や「ハザードマーク付き危険物の警護」などの危険なミッションで実戦経験を積む事になる。
前身は第二次世界大戦時まで存在したGAMBITの子供部隊であり『MISSON:BEGIN』では「子供部隊」に「エンブリオ」とルビが振られている。
黒い看護師
組織内のサポートメンバーであり「特務養成課（エンブリオ／EMBRYO）」候補生のサポートする場合は「ソーマ」の投与（候補生たちがソーマに依存しないように「出来るだけ痛い打ち方」）を行う他、各方面でのカバーを請け負う。その職務上「ショタコン」および「ロリコン」は厳禁。
ソーマ（神酒）
クリプト王家に伝わる伝説の秘薬。王家の血を引く子供に投与すると体格を含めて身体能力が成人並みに向上し、王族に秘められた特殊能力が発現する。長らく製法が失われていたが、第二次大戦中に日本の研究機関「登戸研究所」にて解析され再現に成功し、再び使用されるようになった。
ソーマの効果には個人差があり、効果が現れる年齢もまちまちで効果時間も違う。そのためエンブリオに入った子供スパイは定期的にソーマを投与して効果が現れるか確かめる「変身検査（メタフォーチェック）」を行っている。初めての大人化は「初変（ファーストインパクト）」と呼ばれ、しばらくは不安定な状態が続き、ここから変身時間が安定するまでにはけっこうな時間がかかる。
| 名前                       | 暗号名                   | 能力                   | 地位           | 初登場回 | 初登場回 |
| -------------------------- | ------------------------ | ---------------------- | -------------- | -------- | -------- |
| 七海団                     | BF（ベイビーフェイス）   | 誘う目（ザ・ルック）   | 特務養成課     | 1巻      | 01       |
| 八角・ボガード・クリプテン | GD（ガーディアン）       | 見切る目（グレアー）   | 特務養成課     | 1巻      | 05       |
| なつめ・プティ・クリプテン | MM（ネモニック／記憶屋） | 写す目（シャタード）   | 特務養成課     | 2巻      | 12       |
| 獅童クルト                 | WZ（ウィザード）         | 統べる目（ヴィジョン） | 特務養成課本科 | 3巻      | 15       |
| パフィ・パフューム         | アムネジア               | 裁く目（アイリス）     | 王室官房長     | 4巻      | 26       |

アマルガン
現在の世界のパワーバランスを良しとせず、世界の全てを引っ繰り返さんと企むテロリズムスパイ組織。現世界の維持を求めるギャンビットとは対極にある存在で、水面下で様々な組織に草（スリーパー）を潜ませていた。近年活動がより活発になっており、ギャンビットやアプラクサスなどの世界のバランスを保つ活動を行ってきた旧来組織にとっては頭が痛い存在となっている新興組織。
永劫王（アプラクサス）
国連情報部。国連の擁するスパイ組織。スパイ組織の古参であるギャンビットとは親密な関係にあり、時折トップ会談が行われる。

## 書誌情報
- 田中保左奈 『暗号名はBF』 小学館〈少年サンデーコミックス〉、全4巻
  1. 2004年6月18日発売、ISBN 4091271316[1]
  2. 2004年7月16日発売、ISBN 4091271324[2]
  3. 2004年9月17日発売、ISBN 4091271332[3]
  4. 2005年1月18日発売、ISBN 4091271340[4]